# Elecciones al Congreso de los Diputados de noviembre de 2019 (Valencia)
Las elecciones al Congreso de los Diputados de 2019 se celebraron en la provincia de Valencia el domingo 10 de noviembre, como parte de las elecciones generales convocadas por Real Decreto dispuesto el 4 de marzo de 2019 y publicado en el Boletín Oficial del Estado el día siguiente. Se eligieron los 15 diputados del Congreso correspondientes a la circunscripción electoral de Valencia, mediante un sistema proporcional (método d'Hondt) con listas cerradas y un umbral electoral del 3%.

## Resultados
Los comicios depararon 4 escaños al Partido Socialista Obrero Español y al Partido Popular, 3 a Vox, 2 a Podemos-IU-Equo y 1 a Ciudadanos y a Més Compromís.
| Candidatura                                           | Candidatura                                           | Votos     | %                                       | Escaños                                 |
| ----------------------------------------------------- | ----------------------------------------------------- | --------- | --------------------------------------- | --------------------------------------- |
|                                                       | Partido Socialista Obrero Español (PSOE)              | 375 879   | 27,25                                   | 4                                       |
|                                                       | Partido Popular (PP)                                  | 306 929   | 22,25                                   | 4                                       |
|                                                       | Vox (Vox)                                             | 245 890   | 17,83                                   | 3                                       |
|                                                       | Unidas Podemos (Podemos-IU)                           | 191 812   | 13,90                                   | 2                                       |
|                                                       | Més Compromís (Compromís)                             | 122 535   | 8,88                                    | 1                                       |
|                                                       | Ciudadanos-Partido de la Ciudadanía (Cs)              | 106 820   | 7,74                                    | 1                                       |
|                                                       |                                                       |           |                                         |                                         |
| Partido Animalista Contra el Maltrato Animal (PACMA)  | Partido Animalista Contra el Maltrato Animal (PACMA)  | 15 395    | 1,12                                    | 0                                       |
| Esquerra Republicana del País Valencià (ERPV)         | Esquerra Republicana del País Valencià (ERPV)         | 3086      | 0,22                                    | 0                                       |
| Avant Adelante los Verdes (Avant Adelante los Verdes) | Avant Adelante los Verdes (Avant Adelante los Verdes) | 2674      | 0,19                                    | 0                                       |
| Som Valencians (UIG-SOM-CUIDES)                       | Som Valencians (UIG-SOM-CUIDES)                       | 2339      | 0,17                                    | 0                                       |
| Recortes Cero-Grupo Verde (R0-GV)                     | Recortes Cero-Grupo Verde (R0-GV)                     | 1540      | 0,11                                    | 0                                       |
| Partido Comunista de los Pueblos de España (PCPE)     | Partido Comunista de los Pueblos de España (PCPE)     | 1142      | 0,08                                    | 0                                       |
| Unidos Sí-ACPS-Def                                    | Unidos Sí-ACPS-Def                                    | 1067      | 0,08                                    | 0                                       |
| Por un Mundo Más Justo (PUM+J)                        | Por un Mundo Más Justo (PUM+J)                        | 1009      | 0,07                                    | 0                                       |
| Contigo somos democracia (Contigo)                    | Contigo somos democracia (Contigo)                    | 875       | 0,06                                    | 0                                       |
| AUNACV                                                | AUNACV                                                | 468       | 0,03                                    | 0                                       |
| Votos válidos                                         | Votos válidos                                         | 1 379 460 | 100,00                                  | 15                                      |
| Votos nulos                                           | Votos nulos                                           | 12 147    | Participación: · \| \| 77,10 % \| 5,92% | Participación: · \| \| 77,10 % \| 5,92% |
| Votantes                                              | Votantes                                              | 1 402 405 | Participación: · \| \| 77,10 % \| 5,92% | Participación: · \| \| 77,10 % \| 5,92% |
| Electores                                             | Electores                                             | 1 970 196 | Participación: · \| \| 77,10 % \| 5,92% | Participación: · \| \| 77,10 % \| 5,92% |
|                                                       | 77,10 %                                               |           |                                         |                                         |

## Diputados electos
Relación de diputados electos:
| N.º | Nombre                      | Lista | Lista          |
| --- | --------------------------- | ----- | -------------- |
| 1   | José Luis Ábalos Meco       |       | PSOE           |
| 2   | Belén Hoyo Juliá            |       | PP             |
| 3   | Ignacio Gil Lázaro          |       | Vox            |
| 4   | Héctor Illueca Ballester    |       | Unidas Podemos |
| 5   | Ana María Botella Gómez     |       | PSOE           |
| 6   | Vicente Betoret Coll        |       | PP             |
| 7   | Vicent Sarrià Morell        |       | PSOE           |
| 8   | Cristina Esteban Calonje    |       | Vox            |
| 9   | Joan Baldoví Roda           |       | Compromís      |
| 10  | María Muñoz Vidal           |       | Cs             |
| 11  | Luis Javier Santamaría Ruiz |       | PP             |
| 12  | Roser Maestro Moliner       |       | Unidas Podemos |
| 13  | Josefa Andrés Barea         |       | PSOE           |
| 14  | Julio Utrilla Cano          |       | Vox            |
| 15  | Óscar Gamazo Micó           |       | PP             |